# Salzburg-Umgebung
Bezirk Salzburg-Umgebung là một huyện hành chính (Bezirk) ở bang Salzburg, Áo.
Huyện này có diện tích 1.004,47 km², với dân số 157.440 (năm 2023), và mật độ dân số 157 người trên mỗi km². Trung tâm hành chính huyện là Seekirchen am Wallersee.
| Năm    | 1869  | 1880  | 1890  | 1900  | 1910  | 1923  | 1934  | 1939  | 1951  | 1961  | 1971  | 1981  | 1991   | 2001   | 2011   | 2023   |
| ------ | ----- | ----- | ----- | ----- | ----- | ----- | ----- | ----- | ----- | ----- | ----- | ----- | ------ | ------ | ------ | ------ |
| Dân số | 37004 | 38261 | 40722 | 41928 | 45313 | 47522 | 49736 | 50009 | 64236 | 70913 | 85032 | 98733 | 118137 | 135104 | 142365 | 157440 |

- nguồn:: Statistik Austria

## Phân chia hành chính
Huyện này được chia thành 37 đô thị, 3 trong số đó là thị xã, và 6 trong số đó là phố thị (market town).
(dân số thời điểm 15 tháng 5 năm 2001)

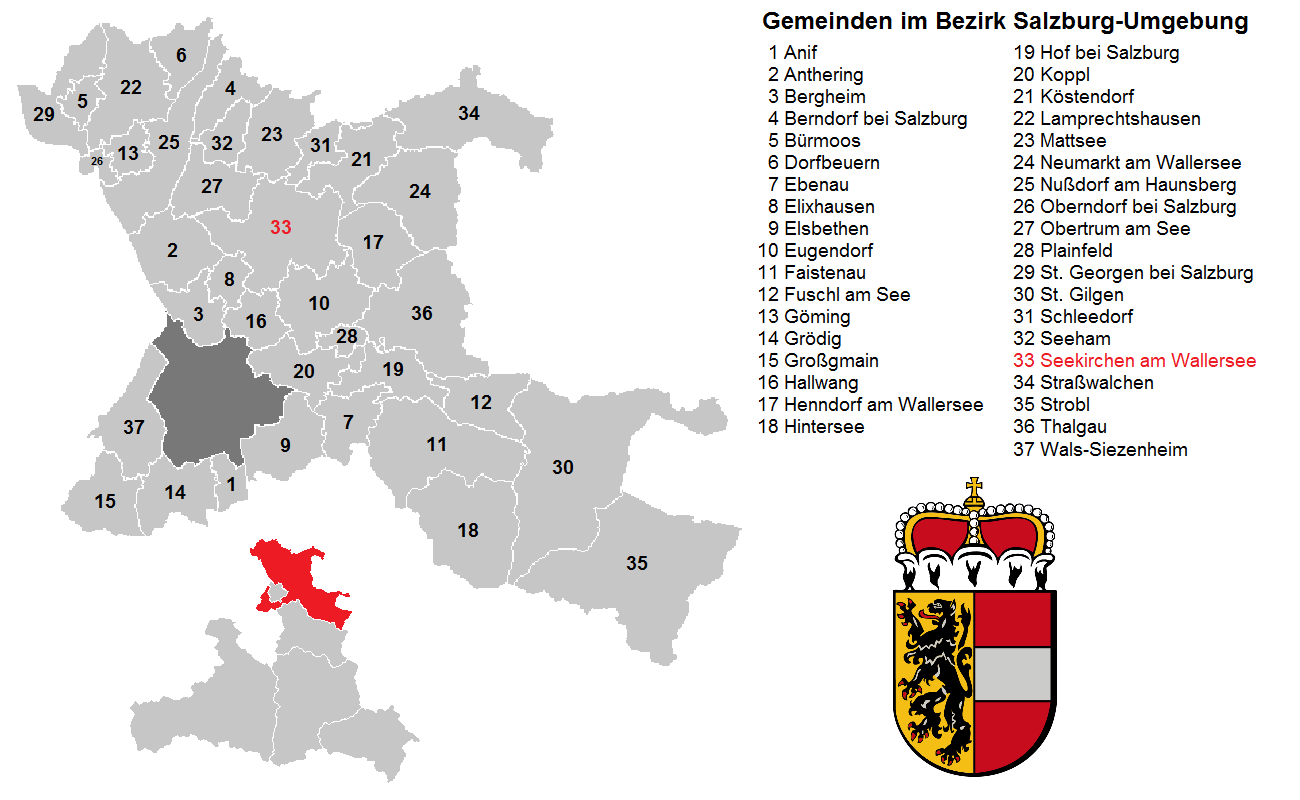
Salzburg-Umgebung

### Thị xã
1. Neumarkt am Wallersee (5.420)
2. Oberndorf bei Salzburg (5.431)
3. Seekirchen am Wallersee (9.344)

### Phố thị
1. Eugendorf (6.118)
2. Grödig (6.638)
3. Mattsee (2.850)
4. Obertrum (4.208)
5. Straßwalchen (6.752)
6. Thalgau (6.712)

### Các đô thị
1. Anif (4.048)
2. Anthering (3.108)
3. Bergheim (4.839)
4. Berndorf bei Salzburg (1.578)
5. Bürmoos (4.418)
6. Dorfbeuern (1.392)
7. Ebenau (1.348)
8. Elixhausen (2.681)
9. Elsbethen (5.117)
10. Faistenau (2.850)
11. Fuschl am See (1.334)
12. Göming (607)
13. Großgmain (2.416)
14. Hallwang (3.499)
15. Henndorf am Wallersee (4.647)
16. Hintersee (460)
17. Hof bei Salzburg (3.405)
18. Koppl (3.037)
19. Köstendorf (2.453)
20. Lamprechtshausen (3.140)
21. Nußdorf am Haunsberg (2.176)
22. Plainfeld (1.131)
23. St. Georgen bei Salzburg (2.728)
24. St. Gilgen (3.683)
25. Schleedorf (882)
26. Seeham (1.677)
27. Strobl (3.453)
28. Wals-Siezenheim (11.024)